# Lučice (Chlumec nad Cidlinou)
Lučice (německy Lutschitz) je vesnice, část města Chlumec nad Cidlinou v okrese Hradec Králové. Nachází se asi 2 km na jih od Chlumce nad Cidlinou. V roce 2009 zde bylo evidováno 87 adres. V roce 2001 zde trvale žilo 153 obyvatel.
Lučice leží v katastrálním území Lučice u Chlumce nad Cidlinou o rozloze 2,48 km2.

## Historie
První písemná zmínka o obci pochází z roku 1110.
1846
Tohoto roku byly na lučických lukách uspořádány 1. dostihy hrabětem Oktaviánem Kinským.

## Obecní správa
V letech 1850–1877 k obci patřil Převýšov.

## Pamětihodnosti
- Kostel sv. Benedikta